# Sicyopterus macrostetholepis
Sicyopterus macrostetholepis är en fiskart som först beskrevs av Bleeker, 1853.  Sicyopterus macrostetholepis ingår i släktet Sicyopterus och familjen smörbultsfiskar. Inga underarter finns listade i Catalogue of Life.